# چرخ فلک (نمایش‌نامه)
چرخ فلک (به آلمانی: Reigen) نام یک نمایشنامه است؛ که توسط آرتور شنیتسلر، نویسنده‌ی مشهور آلمانی نوشته شده‌ است. این کتاب یکی از آثار مشهور ادبی جهان است.

## معرفی
نمایشنامه «چرخ فلک»، ساختار دورانی جالبی دارد و ماجراهای عشقی ده زن و مرد را در ده صحنه روایت میکند. این نمایشنامه، روایت رشته‌ای پیوسته از «عشق‌های هوس‌آلود» است که در آن‌ها دلدادگان از احساسات عاشقانه در سوز و گداز هستند، اما یکسره با فریب و دروغ، زیرا همه در نهان سرگرم «خیانت» هستند. نمایش لحنی شوخ و شاد دارد و نویسنده در «شهوت‌رانی» آنها هیچ اشکالی نمی‌بیند.
«چرخ فلک» یکی از جنجالی‌ترین نمایشنامه‌های تاریخ تئاتر است که اجرای آن در همه جا «رسوایی و فضیحت» فراوان به دنبال داشت.

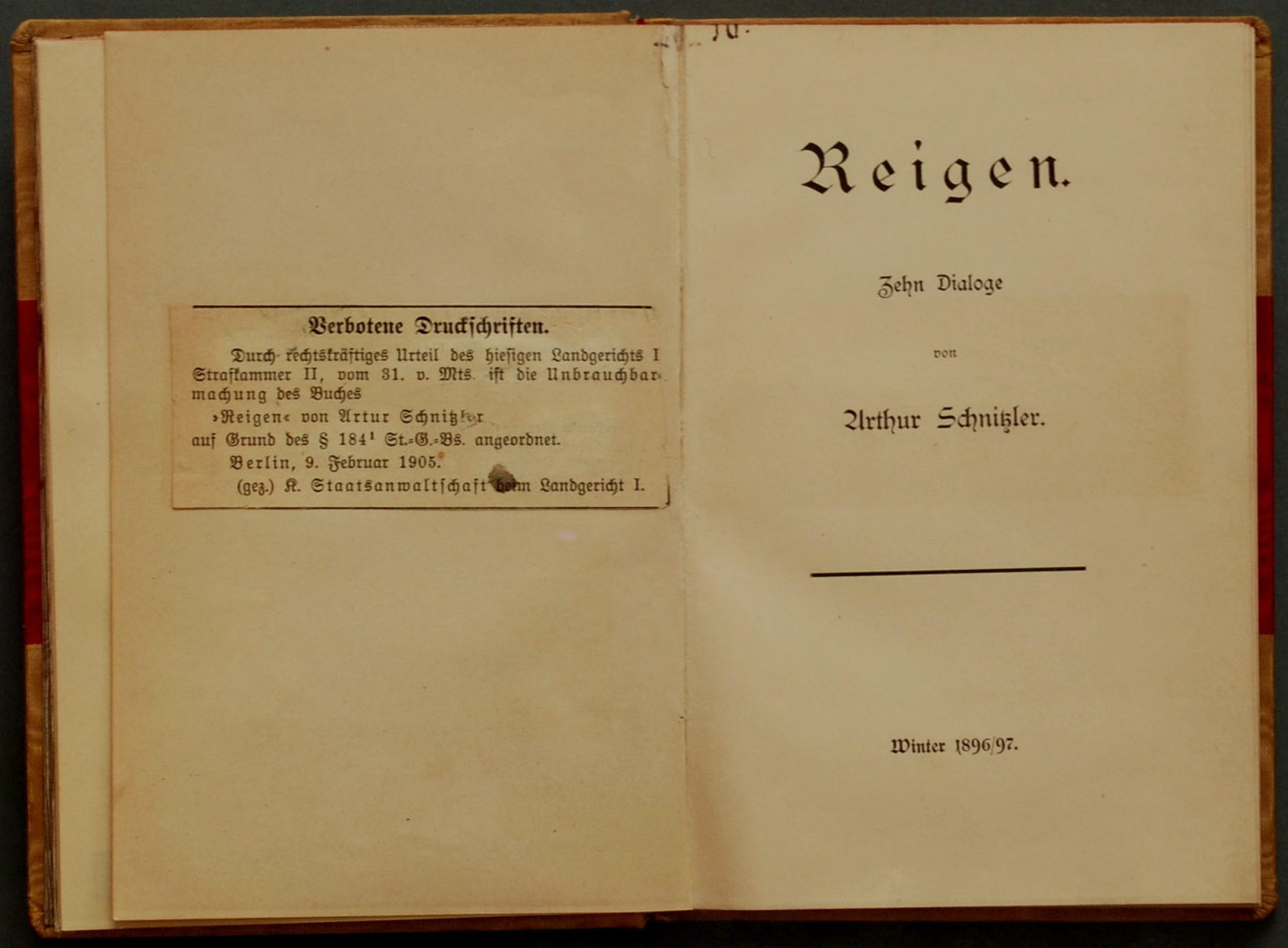
چاپ ۱۹۰۰ چرخ فلک. ۲۰۰ نسخه به چاپ رسیدند.

آرتور شنیتسلر این اثر را در سال ۱۹۰۰ با هزینه شخصی در تنها ۳۰۰ نسخه منتشر کرد. اثر بلافاصله با اعتراض محافل «اخلاقی» روبرو شد، که نویسنده را از هر طرف به باد فحش و ناسزا گرفتند. ارباب شریعت و اخلاق گفتند که نویسنده به تبلیغ «روابط نامشروع» پرداخته‌ است.
«چرخ فلک» نخست در پایان سال ۱۹۲۰ در برلین و در سال ۱۹۲۱ در وین به روی صحنه رفت؛ دست‌ اندرکاران اجرا در هر دو جا تحت تعقیب قانونی قرار گرفتند. شنیتسلر برای پرهیز از جار و جنجال بیشتر، اجرای نمایش را ممنوع کرد. این ممنوعیت تنها در سال ۱۹۸۲ برداشته شد.
بر پایه نمایشنامه «چرخ فلک»، باله، اپرا و شش فیلم سینمایی تهیه شده‌ است، که به ویژه 2 فیلم اهمیت و معروفیت بیشتری دارند:
در سال ۱۹۵۰ مکس اوفولس فیلمی کارگردانی کرد که در آن سیمون سینیوره، سرژ رژیانی، دانیل داریو و ژان لویی بارو بازی دارند. در سال ۱۹۶۴ روژه وادیم، سینماگر فرانسوی، فیلم تازه‌ای ساخت با هنرنمایی آنا کارینا، موریس رونه، جین فوندا، ژان کلود بریالی و… هر دو فیلم با سانسور و در مواردی با توقیف روبرو شدند.
نمایشنامه «چرخ فلک» در اوایل دهه ۱۳۵۰ خورشیدی در ایران پیش از انقلاب در «کارگاه نمایش» به روی صحنه رفت، اما جنجال قابل‌ ذکری به دنبال نداشت.
ترجمه فارسی نمایشنامه «چرخ فلک» توسط محمدعلی صفریان و صفدر تقی‌زاده در سال ۱۳۴۵ به زبان فارسی منتشر شد.